# Antêmnas

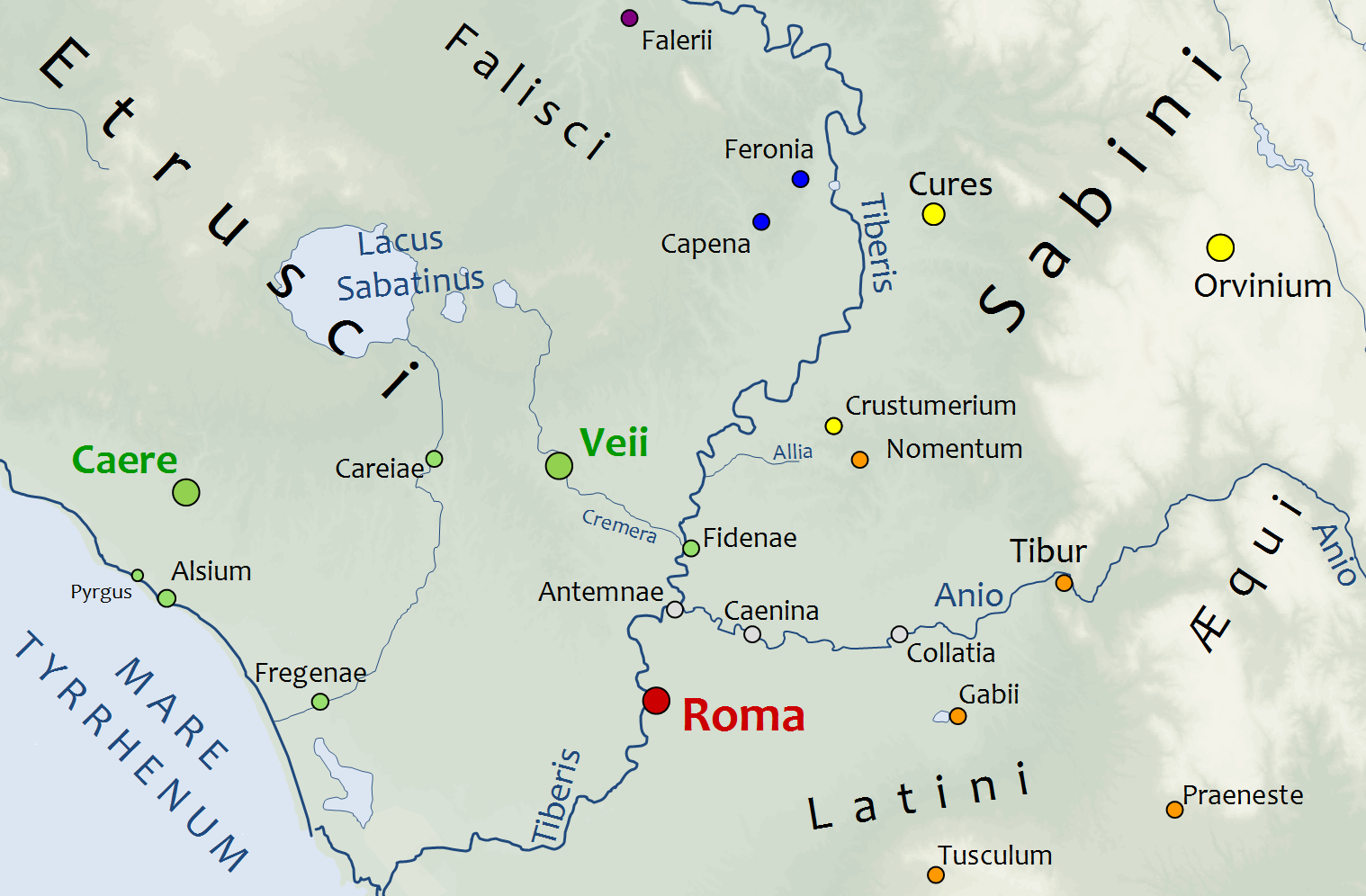
Mapa do Lácio Antigo com destaque para Roma. Logo acima, para o norte, está Antêmnas

Antêmnas (em latim: Antemnae) era uma antiga cidade e colônia romana do Lácio Antigo durante a pré-história da Itália. O assentamento ficava a cerca de três quilômetros ao norte da Roma Antiga numa colina (conhecida hoje como Monte Antêmnas ou Monte Antene) e comandava a confluência do rios Aniene e Tibre a leste da Via Salária. Atualmente o local é parte do tecido urbano de Roma e fica no quartiere Parioli.

## História
Acredita-se que nome seja uma forma derivada do latim "Ante Amnes" ("Antes do Aniene") e acredita-se que o assentamento seja mais antigo do que Roma. No mito de fundação de Roma, seu povo, por vezes chamado de sabinos, estava entre os primeiros a comparecer no festival de Netuno Equestre promovido por Rômulo para prover esposas para os homens romanos. Acredita-se que o sequestro, conhecido como "Rapto das Sabinas", tenha incitado uma invasão pelos habitantes de Antêmnas. Os romanos conseguiram repeli-los e depois conquistaram sua cidade. Os Fastos Triunfais datam a vitória de Rômulo em 752 a.C.. Como era a cidade-natal de Hersília (deificada como "Hora"), esposa de Rômulo, ela convenceu o marido a transformar os habitantes em cidadãos romanos, o que transformou Antêmnas numa colônia romana de fato.
O assentamento perdeu muita importância depois disto, mas foi ali que os samnitas se renderam a Sula em 82 a.C. durante a guerra civil entre o partido de Mário e o dele e era ali também que ficava um dos acampamentos de Alarico I no ano anterior ao saque de Roma pelos visigodos em 410.
No século XIX, nenhum vestígio do antigo assentamento era conhecido, mas uma escavação realizada por volta de 1880 durante a construção do Forte Antenne, do Reino da Itália, descobriu poços, diversas cabanas, uma cisterna e vestígios das muralhas defensivas da antiga cidade. Os restos de uma villa do final do período republicano também foram encontrados.